# Адешень
Адешень, Адешені (рум. Adășeni) — село у повіті Ботошані в Румунії. Адміністративний центр комуни Адешень.
Село розташоване на відстані 408 км на північ від Бухареста, 41 км на північний схід від Ботошань, 112 км на північний захід від Ясс.

## Населення
За даними перепису населення 2002 року у селі проживали 1173 особи, з них 1171 особа (99,8%) румунів. Рідною мовою 1171 особа (99,8%) назвала румунську.